# تاکاهاشی کوره‌کیو
تاکاهاشی کوره‌کیو (به ژاپنی: 高橋是清 Takahashi Korekiyo)؛ زاده ۲۷ ژوئیهٔ ۱۸۵۴ – درگذشته ۲۶ فوریهٔ ۱۹۳۶) یک سیاستمدار اهل ژاپن بود.